# ウィージー

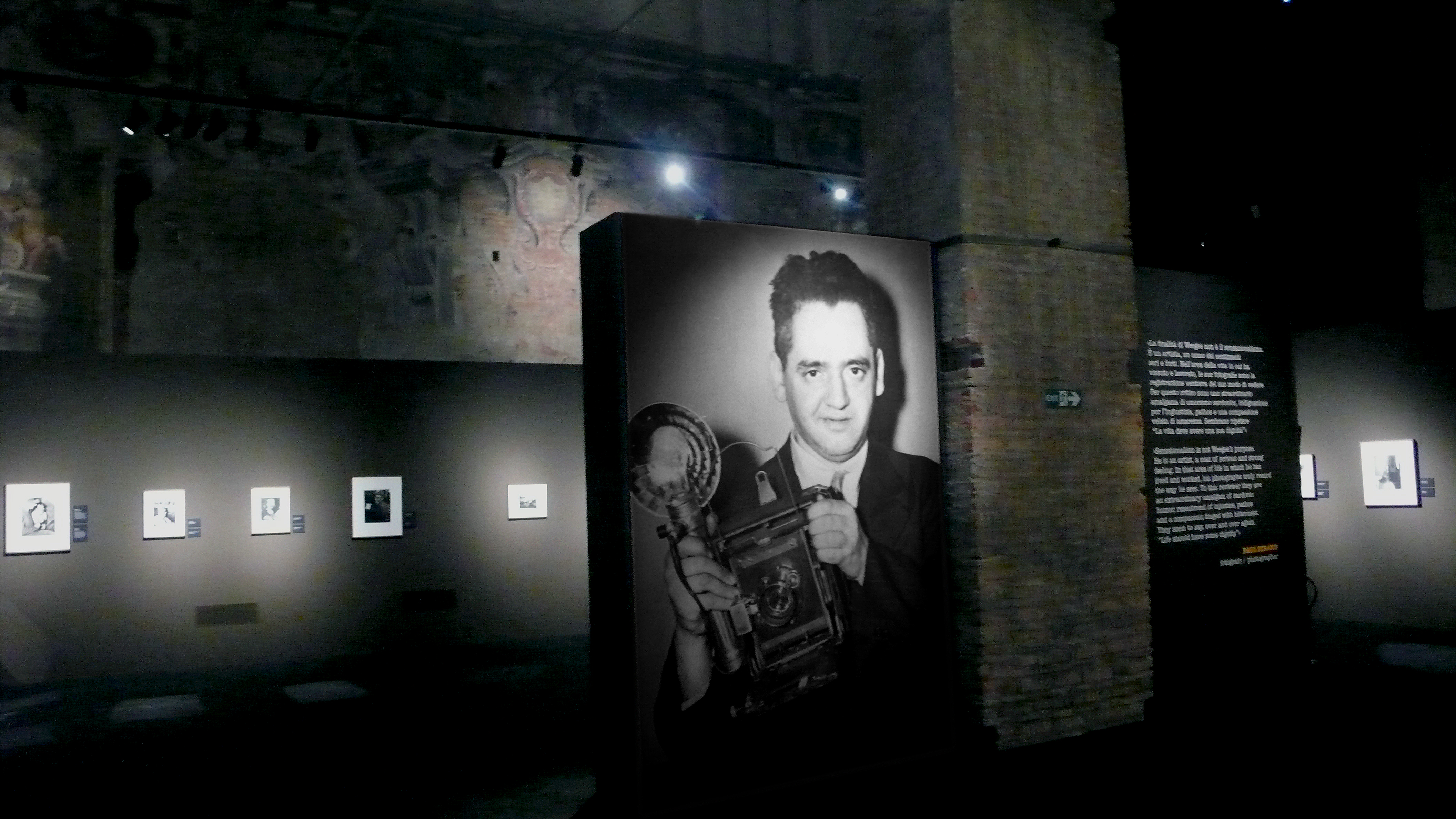
アーサー・フェリグ（ウィージー）

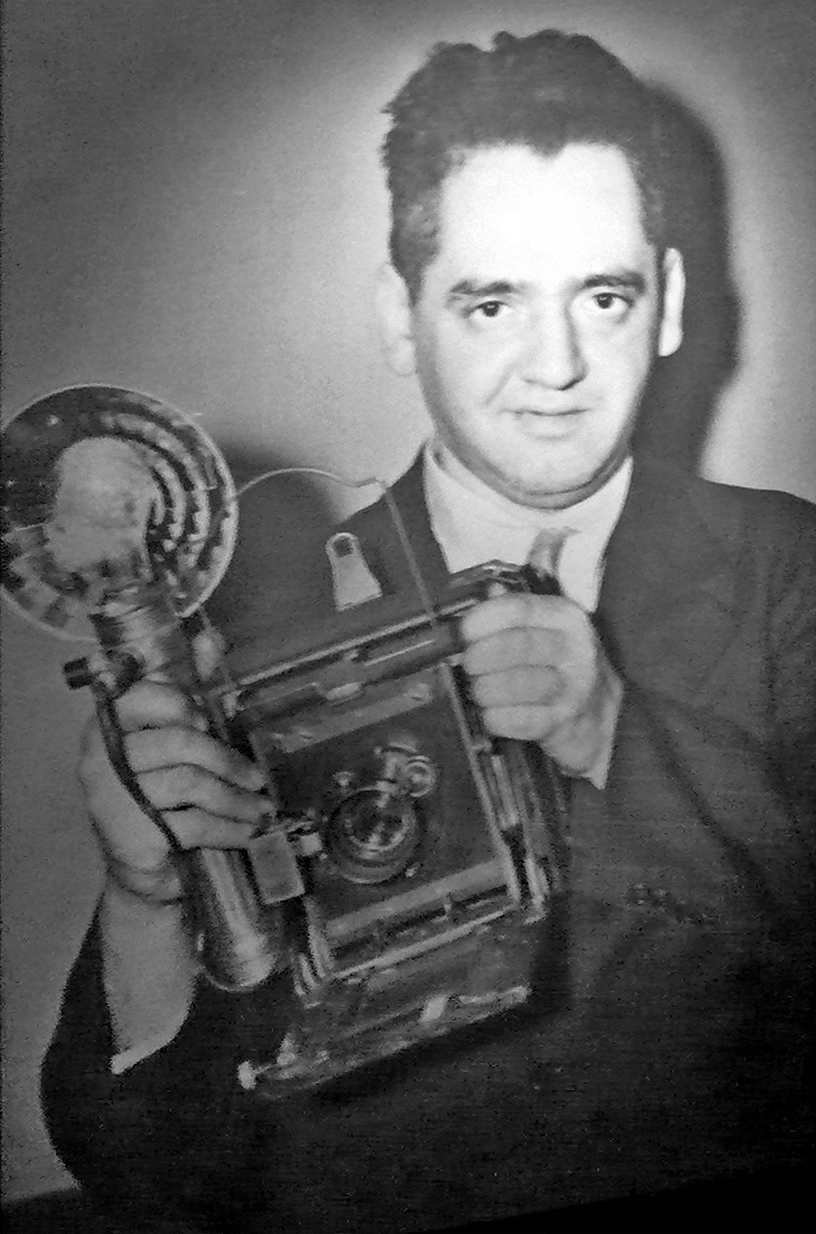
Weegee ca 1945.

Weegee.

ウィージー（Weegee, 1899年6月12日 – 1968年12月26日）は、20世紀アメリカの写真家である。本名はアッシャー・フェリグ（Usher Fellig）。ニューヨークの犯罪現場や夜の街の様子を、生々しく劇的なスタイルで撮影したことで知られる。彼の写真は、タブロイド紙や写真雑誌に頻繁に掲載され、後の報道写真やストリート写真に大きな影響を与えた。

## 生涯
ウィージーは、1899年6月12日にオーストリア＝ハンガリー帝国（現在のウクライナ）のレンベルク（リヴィウ）にアッシャー・フェリグとして生まれた。1904年、家族とともにアメリカ合衆国へ移民し、ニューヨークのロウアー・イースト・サイドに定住した。極貧の中で育ち、学校教育はほとんど受けていない。様々な職を転々とした後、写真の世界に入り込んだ。
1918年頃から商業写真家として働き始め、写真スタジオの助手やフリーランスのカメラマンとして経験を積んだ。初期には、暗室作業や写真の現像技術を習得した。1920年代半ばには、新聞社の写真部に就職し、写真の腕を磨いた。
1930年代に入ると、ウィージーはフリーランスの報道写真家として活動を本格化させた。彼は警察無線を傍受するために自動車に警察の無線機を設置し、事件発生現場に真っ先に駆けつけるという独自のスタイルを確立した。これにより、他の報道写真家が到着する前に、事件の生々しい瞬間を捉えることが可能となった。この頃から「ウィージー」というニックネームが使われ始める。これは、彼がまるで降霊術（Ouija board）のように事件を予知して現場に現れることからつけられたという説や、彼が常に事件現場にいることから「絞り器（Squeegee）」に由来するという説がある。
1935年から1945年頃までが彼の最も活動的な時期であり、ニューヨークの裏社会、殺人事件、火災、事故、夜の街の生活などを精力的に撮影した。彼の写真は、日刊紙や写真雑誌に頻繁に掲載され、一般大衆に衝撃を与えた。
1945年、彼の代表作である写真集『裸の都市』（Naked City）を出版した。この写真集は大きな成功を収め、彼の名を世界に知らしめた。その後、ハリウッドに移り、映画制作に携わった時期もあったが、写真家としての活動は継続した。
晩年は、写真集の出版、展示会の開催、講演活動などを行った。1968年12月26日、ニューヨークで死去。69歳であった。

## 作品とスタイル
ウィージーの写真は、その強烈なリアリズムとドラマチックな構図によって特徴づけられる。彼はフラッシュを多用し、被写体を強調することで、闇の中に浮かび上がるような効果を生み出した。また、彼の写真は、社会の暗部や人間の感情の深淵を容赦なく暴き出すことで、見る者に強い印象を与えた。
彼の代表的な被写体は、殺人現場の犠牲者、逮捕される犯罪者、火災現場の野次馬、夜の歓楽街を行き交う人々、貧しい住民など、ニューヨークの都市生活の様々な側面であった。彼の作品は、単なる報道写真の枠を超え、社会の縮図としてのドキュメンタリー性を帯びていた。
ウィージーは自身のことを「写真家の中の記者」と称し、写真を通じて物語を語ることを重視した。彼の写真には、事件の背景にある人間ドラマや社会状況が示唆されており、単なる記録写真以上の深みがあった。

## 影響と評価
ウィージーの写真は、その後の報道写真の発展に大きな影響を与えた。彼のスタイルは、事件現場の生々しさを伝える新しい手法を確立し、多くの写真家に模倣された。また、彼の作品は、ストリート写真というジャンルの先駆的なものとしても評価されている。
彼の写真は、単なる報道写真というだけでなく、芸術作品としても高く評価されている。彼の作品は、ニューヨーク近代美術館（MoMA）など、世界中の主要な美術館に収蔵されている。ウィージーは、写真史において、都市の光と影を鮮烈に描き出した、孤高のドキュメンタリー写真家として位置づけられている。

## 著作
- 『裸の都市』（Naked City）, Essential Books, New York, 1945年
- 『ウィージーのポートレート』（Weegee's People）, Ziff-Davis, Chicago, 1946年
- 『裸のハリウッド』（Naked Hollywood）, Pellegrini & Cudahy, New York, 1953年
- 『ウィージー・バイ・ウィージー』（Weegee by Weegee）, Ziff-Davis, New York, 1961年

## 参考書籍
- Fellig, Arthur. Naked City. Essential Books, New York, 1945.
- Barth, Miles. Weegee's World. Bulfinch Press, 1997.
- Rosenheim, Jeff L. Weegee: The Mystery of the Bowery. Steidl, 2005.